# Elise Ottesen-Jensen
Elise Ottesen-Jensen, kallad Ottar, född Ottesen den 2 januari 1886 i Høyland utanför Stavanger i Rogaland fylke i Norge, död 4 september 1973 i Stockholm, var en norsk-svensk sexualupplysare, journalist och frihetlig socialistisk agitator. Hon var gift med Albert Jensen åren 1931–1945.

## Biografi
Ottesen-Jensen föddes 1886 i Norge. Hennes far var prästen Immanuel Ottesen och modern var biskopsdottern Karen Essendrop. Hon var det sjuttonde barnet av arton. Barndomens studier ägnades åt såväl hushållslära som teoretiska studier. Familjerelationerna blev ansträngda när hon vägrade konfirmera sig på grund av religiösa tvivel.
Istället för att som flertalet syskon välja en yrkesbana inom religionen började Ottesen-Jensen vid sjutton års ålder att studera till tandläkare. En explosion, då hon förlorade två fingrar, satte dock stopp för dessa planer och hon utbildade sig till riksdagsstenograf. Hon skrev flera mindre noveller och artiklar och arbetade på de norska tidningarna Nidaros, Ny tid och Arbeidet.
Då första världskriget bröt ut 1914 träffade hon Albert Jensen, en framstående svensk syndikalist och fredsagitator. De levde ihop i många år trots att han var gift med en annan kvinna, men gifte sig 1931. Paret flyttade till Köpenhamn och fick under svältåren en son som endast överlevde i två dagar. 1919 flyttade paret till Stockholm och hon började arbeta inom den syndikalistiska pressen. Då började hon även använda signaturen Ottar och startade så småningom en månadstidning, Vi kvinnor.

### Sexualupplysaren och agitatorn
Ottesen-Jensens syster Magnhild fick vid sexton års ålder en dotter utanför äktenskapet som hon var tvungen att adoptera bort. Systern blev som ett resultat av detta psykiskt nedbruten och avled tio år senare på ett sjukhus för psykiskt sjuka. Detta antas vara en bidragande orsak till Jensens intresse för sexualupplysning och preventivmedel.
Hennes intresse för sexualfrågorna hängde även nära samman med hennes politiska övertygelse. Ottesen-Jensen var syndikalist och som anställd vid tidningen Arbetaren fick hon tillåtelse att göra en kvinnosida där läsarna kunde skicka in frågor. Tillsammans med Helga Johansson (vars pseudonym är Moa Martinsson) skrev hon artiklar och besvarade brev. Av dessa fick hon inblick i vardagen för dåtidens arbetarklasskvinnor. Knappa resurser, dubbelarbete och våld i hemmet var vanliga problem. Hon fick bekräftat att de många oönskade graviditeterna utgjorde ett problem för många familjer.
Genom sina artiklar och även de mindre böcker hon skrivit blev hennes namn känt och hon fick förfrågningar om att föreläsa. Likt många vänsterradikala under den här tiden började hon föreläsa runt om i Sverige. Hon informerade om preventivmedel och agiterade mot de s.k. könslagarna, lagar som förbjöd upplysning om preventivmedel, förbud mot homosexualitet m.m. Det var efter att hon kommit i kontakt med läkaren Anton Nyström som undervisade henne i sexualkunskap och lärde henne prova in pessar, som hon gav sig ut på sin första landsomfattande turné. Under dessa provade hon bland annat ut pessar på kvinnor under de förhållanden som bjöds vilket innebar att det kunde ske bakom draperier eller dragiga uthus. Under fem år fick 1800 kvinnor pessar utprovade av Ottesen-Jensen.
Från 1930-talet ägnade hon sin tid i huvudsak åt sexualupplysning och -politik. Hon fick ett internationellt kontaktnät och lärde känna många utländska sexualupplysare, läkare och forskare. 1933 grundade hon Riksförbundet för sexuell upplysning, RFSU. Hon var ordförande för organisationen 1933–1959 och RFSU växte med många medlemmar och ideella krafter. För att få verksamhetens ekonomi att gå ihop och för att sprida preventivmedel började RFSU sälja preventivmedel och sjukvårdsartiklar. Genom hela Sverige undervisade Ottesen-Jensen arbetarklassen i hur den skulle skydda sig emot graviditet. Hon agiterade också för fri abort, för preventivlagarnas avskaffande, för homosexuellas rättigheter med mera. Hennes arbete var olagligt och riskerade i och med detta stränga påföljder. Hon var vid ett flertal tillfällen nära att hamna i fängelse.

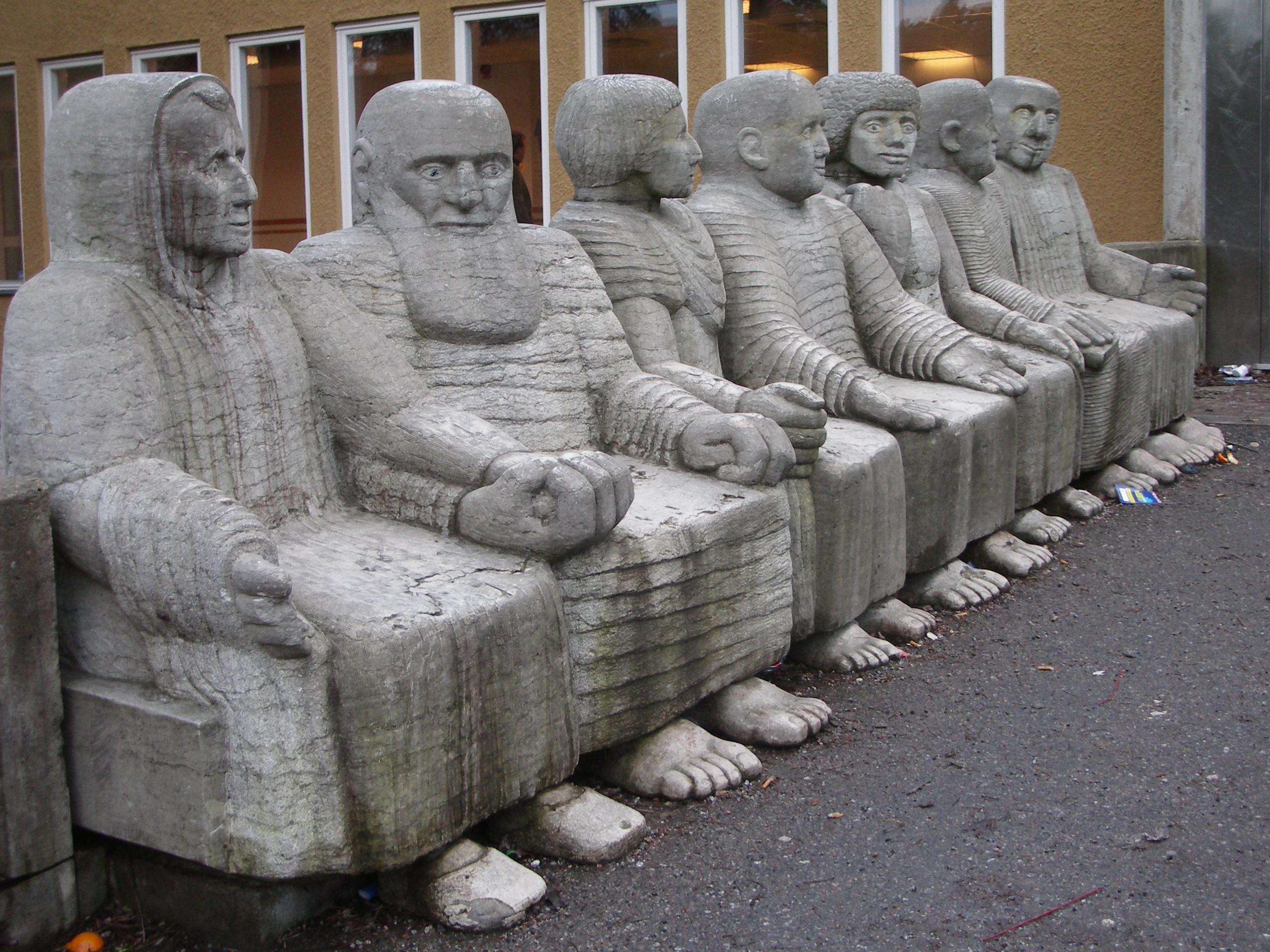
Ottar (1:a f. v.) är en av de betydande personer som avbildas i Pye Engströms skulptur Efter badet utanför Västertorpsbadet, Stockholm.

År 1931 bildades den första naturistföreningen i Sverige, "Sällskapet för Fri Kroppskultur". Det fanns en vilja att skapa naturlig och jämlik gemenskap mellan män och kvinnor. I Tyskland och Schweiz hade ”freikörperkultur”, kommit att betona dels ett hälsotänkande, sund diet och ett härdande friluftsliv, dels ett ideal om en naturlig gemensam nakenhet. Detta skulle senare starkt komma att påverka inställningen till nakenhet under 1900-talet. "Sällskapet för Fri Kroppskultur" bytte år 1932 namn till "Hälsa genom Nakenkultur" och år 1941 till Svenska friluftsföreningen. Den förste ordföranden blev medicinprofessorn Johan Almkvist (1869–1945). Senare blev Elise Ottesen-Jensen under en period föreningens ordförande.
Elise drev ett hem dit ensamstående mödrar kunde komma och föda, kallad Ottargården. Under 40-talet var graviditet utanför äktenskapet ett stort tabu och många kvinnor fann sin enda fristad på hemmet. Hon hjälpte även privatpersoner som hon kom i kontakt med via sitt arbete på RFSU att få tillgång till abort via en dansk läkare. 
Hon var från och med 1950 verksam som redaktör och ansvarig utgivare av Populär tidskrift för psykologi och sexualkunskap. På 1940-talet samlade hon representanter från olika familjeplaneringsorganisationer till ett möte i Stockholm vilket mynnade ut i organisationen IPPF (International Planned Parenthood Federation) vilken hon var president för 1959–1963. För sitt arbete utnämndes hon till medicine hedersdoktor vid Uppsala universitet 1958, och erhöll medaljen Illis Quorum 1951.
Hon författade flera böcker, hennes memoarer Och livet skrev utkom 1965 och 1966 Livet skrev vidare. 
Hon fortsatte att arbeta för sexualupplysning och RFSU hela sitt liv, och sitt sista framträdande gjorde hon på RFSU:s kongress 1973.
Ottesen-Jensens motto var 
| ” | Jag drömmer om den dag då alla barn som föds är välkomna, alla män och kvinnor jämlika och sexualiteten ett uttryck för innerlighet, njutning och ömhet. | „ |

## Övrig verksamhet

### Politiken utanför sexualupplysningen

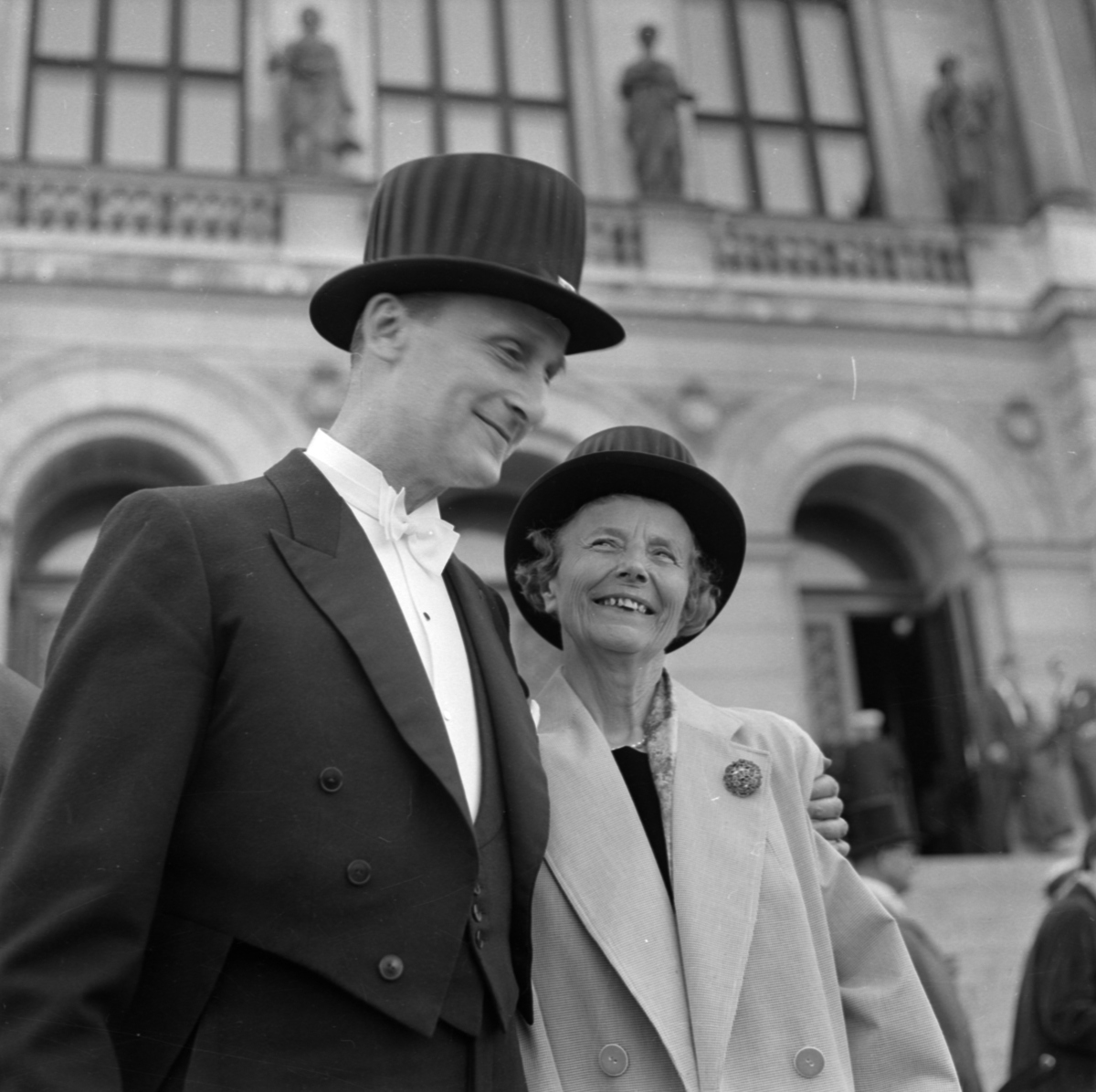
Ottesen-Jensen som hedersdoktor i Uppsala universitet maj 1958 med professor Ernst Bárány.

Det var i sitt arbete som journalist i Norge som Ottesen-Jensen kom i kontakt med den norska arbetarrörelsen. Ottesen-Jensen var arbetarklassens kvinnors försvarare. Hon ansåg att lika lön för lika arbete borde vara en självklarhet. Under sin tid som krönikor i Arbetaren och Brand argumenterade hon för vikten av kvinnornas deltagande i det politiska livet. Hon argumenterade för barnkrubbor likt dagens daghem. Som frihetlig socialist hade hon liten tilltro till staten och ansåg ofta att man istället för att införa nya lagar helt enkelt borde avskaffa dem.
Tack vare sina internationella kontakter inom sexualupplysningsrörelsen kände Ottesen-Jensen många tyska sexualupplysare, öppet homosexuella och judar som när nazisterna tog över riskerade att hamna i koncentrationsläger. Hon hjälpte flera av dem att finna fristad i Sverige. Hon agiterade även för ett solidariskt flyktingmottagande. Som tack för hennes arbete för att hjälpa judar undan förföljelsen i Nazityskland har hon fått en gata och ett barnhem uppkallat efter sig i Israel.

### Koppling till rasbiologi
Trots Ottesen-Jensens framsyn när det kom till sexualitet och politik hade hon även åsikter som i dag framstår som svårförståeliga. Under 1920-talet pågick i svensk media en debatt om rashygien, något som var nära knutet till den för Ottesen-Jensens så viktiga preventivmedelsfrågan. Hon var inte främmande för att steriliseringar av t.ex. människor med funktionsnedsättning skulle kunna ske under tvång, något hon formulerade som att ”man måste skilja mellan rätten att leva och rätten att ge liv”.
Framförallt var det personer med psykiska sjukdomar, funktionsnedsättningar och låginkomsttagare som skulle steriliseras. Argumenten är de välkända om att man för att stärka arten måste slå undan ”fel” människor som man ansåg förökade sig i alltför hög grad. I en artikel i tidningen Brand 1926 ställde hon sig också bakom de svenska rashygienikernas strävanden: ”Rashygienikernas strävande över hela världen kämpa därför för, att allt må göras, som göras kan, för att hindra dessa undermåliga individer från att skaffa avkomma. Detta kräva de i vetenskapens namn.” Samtidigt ska påpekas att Ottesen-Jensen hela tiden talar om rätten till sterilisering – i ett klimat där preventivmedel ännu var både förbjudna och tabubelagda.